# Фира (град)
Вижте пояснителната страница за други значения на Фира.
Фира̀ (на гръцки: Φηρά) или Хо̀ра (Χώρα) е главен град на остров Санторини (Тира), Цикладски острови, Гърция. Поради интересната си архитектура градът е туристическа атракция. Населението на града е 1616 жители (според данни от 2011 г.).